# Катастрофа Ми-8 у посёлка Жалагаш 28 февраля 2008 года
Катастрофа Ми-8 у посёлка Жалагаш 28 февраля 2008 года — авиакатастрофа транспортного вертолёта Ми-8 авиации МЧС Казахстана  («Казавиаспас»). На борту вертолёта находились 3 члена экипажа и 15 пассажиров. Погибло 2 члена экипажа и 3 пассажира.

## Сведения об экипаже и пассажирах
Вертолёт Ми-8 выполнял облёт русла реки Сырдарья с целью изучения паводковой обстановки. На борту находились руководители Кызылординской области, высокопоставленные сотрудники областного департамента МЧС РК, а также журналисты.
При заходе на посадку на высоте около 50 м вертолёт накренился и рухнул на землю. В результате катастрофы один человек скончался на месте, ещё четыре человека получили травмы, не совместимые с жизнью, и скончались в тот же день в медицинских учреждениях, в которые они были доставлены. Среди погибших командир воздушного судна, второй пилот и три пассажира. Остальные находившиеся на борту получили травмы различной степени тяжести. Среди выживших пассажиров — аким Кызылординской области Мухтар Кул-Мухаммед.

## Причины катастрофы
Потерпевший катастрофу вертолёт был произведён в 1977 году, его назначенный ресурс был продлён до сентября 2008 года. Установить точную причину катастрофы не представилось возможным. Среди возможных причин высказывались следующие:
- Остановка двигателей.
- Прекращение подачи топлива в двигатель машины в результате засорения топливопровода.